# 孟凡利 (1965年)
孟凡利（1965年9月—），男，汉族，山东临沂人，中华人民共和国政治人物。山东经济学院会计系商业会计专业毕业，南开大学会计系西方会计专业在职硕士研究生，天津财经学院会计学专业在职博士。第二十届中央委员，中共广东省委副书记、深圳市委书记。

## 生平
1982年9月，在山东经济学院会计系商业会计专业学习。1986年3月加入中国共产党。1986年7月参加工作，任山东经济学院会计系教师（其间：1992年9月－1995年7月，在南开大学会计系西方会计专业读硕士研究生）。1997年12月，任山东经济学院财务会计系副主任（1995年9月－1998年7月，在天津财经学院会计学专业读博士研究生）。2000年1月，任山东经济学院财务会计系主任。
2000年6月，任山东省财政厅副厅长、党组成员。2005年7月，任山东省鲁信投资控股有限公司副董事长、总经理、党委副书记。2009年7月，任山东省鲁信投资控股集团有限公司董事长、党委书记、总经理。2013年3月，任山东省商务厅厅长、党组书记。2013年7月，任中共烟台市委副书记、市政府党组书记。2013年8月，任中共烟台市委副书记、代市长、市政府党组书记（2014年1月当选市长）。2015年5月，任中共烟台市委书记、市委党校校长。2017年3月，任中共青岛市委副书记、青岛市人民政府党组书记、副市长、代理市长，同年4月当选市长。2018年2月24日，当选为第十三届全国人大代表。
2020年9月，孟凡利离开山东，任中共内蒙古自治区党委常委、包头市委书记。2021年11月，当选为中共内蒙古自治区党委副书记。
2022年4月，孟凡利任中共广东省委副书记、深圳市委书记。同年10月当选为中国共产党第二十届中央委员会委员。